# Edrekolomab
Edrekolomab (INN: edrecolomab, MAb17-1A, Panorex ATC L01X C01) — mysie przeciwciało skierowane przeciwko antygenowi 17-1A, występujące na powierzchni komórek nowotworowych wywodzących się głównie z przewodu pokarmowego. Stopień jego ekspresji wiąże się ze zwiększoną aktywnością proliferacyjną.

## Mechanizm działania
Mechanizm działania edrekolomabu polega na indukcji cytotoksyczności komórkowej uzależnionej od przeciwciał (ADCC) oraz dopełniacza (CDC).